# Friedrich von Mülinen
Friedrich von Mülinen (* 17. Juni 1706 in Bern; † 29. April 1769 ebenda) war ein Schweizer Politiker.
Mülinen war von 1745 bis 1757 Mitglied des Grossen Rats, 1756 Heimlicher, 1753 Landvogt von Münchenbuchsee, von 1757 bis 1759 Mitglied des Kleinen Rats, im selben Jahr Bauherr vom Rat, von 1762 bis 1765 Venner und 1763 Tagsatzungsgesandter in Baden. Er legte den Grundstein zur Bibliothek und Handschriftensammlung der Familie von Mülinen.